# Hauptwerke der Backsteingotik

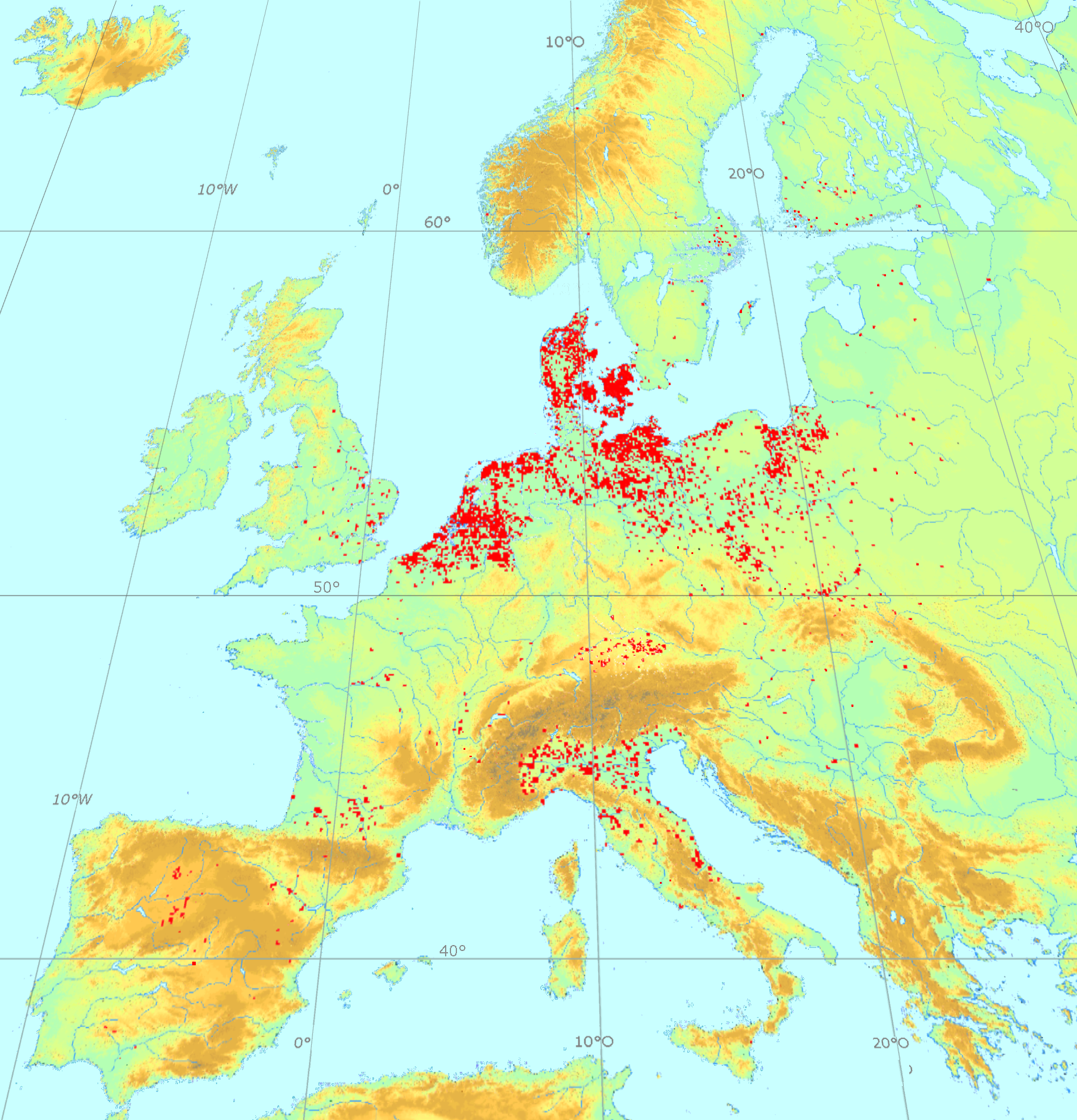
Verbreitung gotischer Backsteinarchitektur in Europa,
^{4}/_{5} davon die zusammenhängende nördliche Backsteingotik

Die (nördliche) Backsteingotik ist eine in Norddeutschland, dem Ostseeraum, den Niederlanden und Flandern verbreitete Bauweise der Gotik. Die Norddeutsche Backsteingotik ist nur ein Teil davon. Zahlreiche Altstädte, die von der Backsteinarchitektur geprägt sind, wurden zum Weltkulturerbe erklärt. Die Backsteingotik ist nur unscharf von der vorgehenden Backsteinromanik und der nachfolgenden Backsteinrenaissance abgegrenzt. Häufig wurden romanische Bauten gotisch überbaut oder umgewandelt, andere romanisch begonnen, jedoch wegen der häufig jahrzehntelangen Bauzeit gotisch vollendet. Solche Bauwerke lassen sich oft gleichermaßen der Romanik wie der Gotik zuordnen.
Das Verbreitungsgebiet der (nördlichen) Backsteingotik deckt sich weitgehend mit dem Einflussgebiet der Hanse und ihrer westeuropäischen Handelspartner oder auch Konkurrenten. Von den Bauten der Backsteingotik steht etwa 40 % südlich der Ostsee östlich der Elbe, mehr als ein Viertel westlich der Ems und knapp ein Viertel in Nordeuropa, davon das meiste in Dänemark und fast nichts (drei teilweise erhaltene Bauten) in Norwegen. Die Südgrenze verläuft in der Nähe des Nordrandes der Mittelgebirge. Einerseits gibt es Gegenden, wo fast jede Dorfkirche eine gotische Backsteinkirche ist, etwa in Mecklenburg oder an den großen Rheinarmen, andererseits solche, wo nur gewisse Gebäudetypen der Backsteingotik angehören. Dabei konnte sichtbarer Backstein in manchen Gegenden knappe Ressourcen (Dorfkirchen) oder Bescheidenheit (z. B. der Bettelorden) ausdrücken, in anderen Exklusivität (Rathäuser, große Stadtkirchen, Kathedralen, Schlosskirchen).
Stark zur Verbreitung der Backsteingotik trugen die Zisterzienser und Prämonstratenser bei. Gerade diese beiden Ordensgemeinschaften hinterließen auch bedeutende gotische Backsteinarchitektur außerhalb des zusammenhängenden Gebietes der nördlichen Backsteingotik: Die Bibliothek der Abtei Cîteaux, des Mutterklosters aller Zisterzienserklöster, ist ein von 1260 bis 1509 in mehreren Phasen errichteter gotischer Backsteinbau. Die Kirche des ab 1230 errichteten Prämonstratenserklosters Türje in Ungarn unterscheidet sich stilistisch kaum von frühgotischen Backsteinbauten in der Altmark.
Der Deutsche Orden errichtete zwischen unterer Weichsel und unterer Memel, aber auch im auftragswidrig annektierten Danziger Pommern eine große Zahl von Ordensburgen aus Backstein, die oft sowohl wehrhaft als auch repräsentativ waren. Gotische Festungen aus Backstein baute auch das Großfürstentum Litauen, im Widerstand gegen den Deutschen Orden zum Staat und schließlich zur Großmacht geworden. Die Backsteinbauten des Livländischen Ordens haben im architektonischen Erbe Lettlands und Estlands größte Bedeutung, aber ihre Anzahl ist erstaunlich gering.
In Belgien liegt die Backsteingrenze in der Nähe der Sprachgrenze, mit sehr viel Backsteingotik in Brügge und ganz Westflandern, aber sehr wenig in den ebenfalls flämischsprachigen Städten Gent und Antwerpen (Zufuhr von Kalkstein aus Tournai auf der Schelde). An der Maas gehören die größten Kirchen in Venlo und Roermond der Backsteingotik an. Am Niederrhein setzte sich der Backstein nur langsam gegenüber in ähnlich handlichem Format verbautem Tuffstein durch, aber südlich von Köln (in der Stadt begann nennenswerter Backsteinbau erst mit der Renaissance.) steht in Brühl eine gotische Backsteinbasilika aus dem frühen 14. Jahrhundert. An der Ems ragt die Verwendung von Sandstein aus dem Weserbergland und dem Bentheimer Berg wie eine Nase ins Backsteingebiet, während in Küstennähe die niederländische Provinz Groningen und Ostfriesland die europaweit wohl höchsten Dichten an Bauten der Backsteingotik aufweisen, oft in der frühgotischen Form der Romano-Gotik. In Sachsen-Anhalt steht die meiste Backsteingotik nördlich der geografischen Breite von Jerichow, aber östlich der Mulde reicht sie in Sachsen und Polen bis in die hügeligen Vorländer der südlichen Grenzgebirge.
Die Liste führt Bauten auf, die stilistisch einflussreich waren oder durch ihre Funktion besondere Bedeutung besaßen. Das Aufnahmekriterium dafür ist, dass das Bauwerk entsprechend in kunsthistorischen Überblickswerken zur Backsteingotik behandelt wird und/oder seine herausragende Bedeutung in wissenschaftlichen Architekturhandbüchern bzw. Denkmalportalen erwähnt wird oder in mehreren wissenschaftlichen Einzeluntersuchungen festgestellt wurde.
Die angegebenen Datierungen beziehen sich auf die heute existierenden gotischen Bauten, Vorgängerbauten und nachgotische Veränderungen werden in der Regel nicht mit angegeben und müssen über die jeweiligen Einzelartikel nachvollzogen werden. Die einflussreichsten Hauptbauten der Backsteingotik sind fett hervorgehoben.
Nicht aufgenommen werden gotische Backsteinbauten, die nicht dem Kulturkreis der südlichen Nordseeküste und des Ostseeraumes angehören, etwa solche des Donauraumes, obwohl man beispielsweise in Bayern ganz selbstverständlich von der bayrischen Backsteingotik spricht. Gottfried Kiesow hat in seinem Buch Wege zur Backsteingotik wegen typisch backsteingotischer Merkmale außer der Münchener Frauenkirche auch die Kathedrale von Albi erwähnt. Diese gehört der Toulouser Gotik (Gothique toulousien) an, der Backsteinvariante der südfranzösischen Gotik (Gothique méridional).

## Deutschland

### Mecklenburg-Vorpommern
| Ort              | Bauwerk                                                                     | Bauzeit                                                | Anmerkungen | Foto |
| ---------------- | --------------------------------------------------------------------------- | ------------------------------------------------------ | --- | ---- |
| Altentreptow     | Petrikirche                                                                 | Mitte des 13. bis erste Hälfte des 14. Jahrhunderts    | Hallenkirche |      |
| Altentreptow     | Stadttore: Brandenburger Tor, Demminer Tor                                  | um 1450                                                | |      |
| Anklam           | Marienkirche                                                                | zweite Hälfte des 13. bis Ende des 14. Jahrhunderts    | Hallenkirche; geplante Doppelturmanlage unvollendet (daher asymmetrischer Turm)                                                                    |      |
| Anklam           | Steintor                                                                    | 13./14. Jh.                                            | |      |
| Anklam           | Nikolaikirche                                                               | 14. Jh.                                                | Hallenkirche mit Dreiapsidenschluss, 1945 stark zerstört, Ruine restauriert, im Wiederaufbau befindlich                                            |      |
| Bad Doberan      | Doberaner Münster                                                           | 1230 begonnen, 1296(d) vollendet, 1368 geweiht         | ehem. Klosterkirche der Zisterzienser; Basilika mit Umgangschor und Kapellenkranz, ohne Strebebögen                                                |      |
| Bergen auf Rügen | Marienkirche                                                                | ab 1180, 1193 geweiht, 1380 u. 1445 ff. erneuert       | ehem. Klosterkirche der Benediktinerinnen bzw. Zisterzienserinnen; ehemals Basilika, zur Hallenkirche umgebaut                                     |      |
| Bützow           | Stiftskirche                                                                | Mitte 13. – 2. H. 14. Jh.                              | Hallenkirche |      |
| Friedland        | Marienkirche                                                                | 1330 bis Anf. 15. JH.                                  | Hallenkirche |      |
| Greifswald       | „Dom“ St. Nikolai                                                           | Mitte 14. Jh. – 1. V. 15. Jh.                          | Basilika |      |
| Greifswald       | Marienkirche                                                                | 1275–1340                                              | Hallenkirche mit geradem Ostschluss |      |
| Greifswald       | St.-Jacobi-Kirche                                                           | 1. Erwähnung 1280, um 1400 Umbau                       | frühgotische Hallenkirche |      |
| Greifswald       | Wohnhaus Markt 11                                                           | vermutlich nach 1400                                   | eines der schmuckreichsten Bürgerhäuser Norddeutschlands                                                                                           |      |
| bei Greifswald   | Kloster Eldena                                                              | ab 1225, 1265 vorl. beendet, bis 1350 erweitert        | ehem. Zisterzienserkloster; nur noch Ruine; eines der Lieblingsmotive Caspar David Friedrichs                                                      |      |
| Güstrow          | Dom                                                                         | frühes 13. – sp. 15. Jh.                               | kreuzförmige Basilika, später durch Anbauten und ein zweites nördliches Seitenschiff erweitert                                                     |      |
| Güstrow          | Pfarrkirche St. Marien                                                      |                                                        | Hallenkirche mit parallelen Längsdächern, Schiffshöhen erst im 19. Jh. einander angeglichen                                                        |      |
| Malchin          | Stadtkirche St. Johannis                                                    | ab 1397                                                | Basilika |      |
| Malchin          | Stadtbefestigung, Kalensches Tor, Steintor, Fangelturm                      | 15. Jh.                                                | |      |
| Neubrandenburg   | Marienkirche                                                                | 2. H. 13. Jh., Umbau ab 1832                           | 1945 ausgebrannt, bis 2001 Innenausbau zur Konzertkirche                                                                                           |      |
| Neubrandenburg   | St. Johannis                                                                | 1. H. 14. Jh.                                          | Hallenkirche; ehem. Franziskanerkloster |      |
| Neubrandenburg   | Stadtbefestigung, Stargarder Tor, Treptower Tor, Neues Tor, Friedländer Tor | nach 1300 bis Anf. 15. Jh.                             | |      |
| Rostock          | Marienkirche                                                                | zwei Bauetappen: nach 1290 u. nach 1398                | Basilika mit Querschiff und Umgangschor; Rostocker Hauptkirche                                                                                     |      |
| Rostock          | Nikolaikirche                                                               | heutige Gestalt nach 1400                              | Hallenkirche, nach schweren Kriegszerstörungen wiederaufgebaut, im Dach Wohnungen eingebaut                                                        |      |
| Rostock          | Petrikirche                                                                 | zwischen 2. V. 14. und frühem 15. Jh.                  | Basilika mit apsidialem Chor, nach schweren Kriegszerstörungen Seitenschiffe vom Mittelschiff abgetrennt und teilweise als Gemeinderäume ausgebaut |      |
| Rostock          | Rathaus                                                                     | Kern um 1230; Schaufront nach 1300                     | seit 1729 größtenteils von barockem Vorbau verdeckt                                                                                                |      |
| Rostock          | Kloster zum Heiligen Kreuz                                                  | 1. H. 14. Jh.                                          | ehem. Zisterzienserinnenkloster, schlichte Stufenhalle                                                                                             |      |
| Rostock          | Jakobikirche                                                                |                                                        | Basilika mit dreizonigem Aufriss, Chor mit Rechteckschluss, im Zweiten Weltkrieg ausgebrannt, 1947 eingestürzt, 1960 endgültig abgerissen          |      |
| Rostock          | Wohnhaus Kröpeliner Straße                                                  | Ende 15. Jh.                                           | ehem. Pfarrhaus (heute Stadtbibliothek) |      |
| Rostock          | Kerkhoffhaus                                                                | 3. V. 15. Jh.                                          | Bürgerhaus (heute Standesamt) |      |
| Rostock          | Stadttore (Kröpeliner Tor, Kuhtor)                                          | 13.–15. Jh.                                            | |      |
| Saal             | Dorfkirche                                                                  | 1285 (d)                                               | dreischiffige Hallenkirche |      |
| Schwerin         | Dom                                                                         | um 1280 bis ca. 1420                                   | Basilika mit Umgangschor, dreischiffiges Querhaus, neugotischer Turm 1889 bis 1893                                                                 |      |
| Sternberg        | Stadtkirche                                                                 | 1309–1322                                              | Hallenkirche mit geradem Ostschluss |      |
| Stralsund        | Altstadt                                                                    |                                                        | Auf der Liste des UNESCO-Welterbes |      |
| Stralsund        | Nikolaikirche                                                               | um 1270 bis Anf. 15. Jh.                               | Hauptkirche Stralsunds, doppeltürmige Basilika mit Umgangschor                                                                                     |      |
| Stralsund        | Rathaus                                                                     | 13. und 14. Jh., mehrere Phasen                        | wichtigster städtischer Profanbau Stralsunds |      |
| Stralsund        | Marienkirche                                                                | 1382/84 bis Ende 15. Jh.                               | zweitgrößte Backsteinkirche im Hanseraum; Basilika mit dreischiffigem Querhaus und Umgangschor, vereinfachte flächige Außenfassaden                |      |
| Stralsund        | Jakobikirche                                                                | begonnen nach 1300, umgestaltet nach 1400              | Basilika mit geradem Ostschluss |      |
| Stralsund        | Johanniskloster                                                             | frühes 14. Jh.                                         | ehem. Franziskanerkloster; Hallenkirche |      |
| Stralsund        | Wulflamhaus                                                                 |                                                        | |      |
| Stralsund        | Katharinenkloster                                                           | 2. H. 13. Jh.                                          | ehem. Dominikanerkloster |      |
| Teterow          | Stadtkirche St. Peter und Paul                                              | ab 1215; Turm 1. H. 15. Jh.                            | Basilika |      |
| Teterow          | Stadttore (Rostocker Tor, Malchiner Tor)                                    | 14. Jh.                                                | |      |
| Wismar           | Altstadt                                                                    |                                                        | Auf der Liste des UNESCO-Welterbes |      |
| Wismar           | Georgen-Kirche                                                              | ältester Teil um 1300, im 15. Jh. vollendet            | Großangelegte Basilika mit Querhaus, etwas niedrigerer basilikale Chor vom Vorgänger, nach schweren Kriegszerstörungen bis 2010 wiederaufgebaut    |      |
| Wismar           | Nikolaikirche                                                               | heutiger Bau nach 1380 begonnen, 2. H. 15. Jh. beendet | Steil proportionierte Basilika mit Umgangschor, im Querhausgiebel Galerien mit glasierten Figuren                                                  |      |
| Wismar           | Marienkirche                                                                | nach 1339 begonnen, im 15. Jh. beendet                 | dreischiffige Basilika ohne Querschiff und mächtigem Turm, nach Beschädigungen im Zweiten Weltkrieg wurde die Kirche 1960 gesprengt, Turm erhalten |      |
| Wismar           | Alter Schwede                                                               | um 1380                                                | Wohnhaus (heute Gaststätte) |      |
| Wismar           | Archidiakonat                                                               | Mitte 15. Jh.                                          | Wohnhaus |      |
| Wismar           | Wassertor                                                                   | 1450                                                   | |      |

### Schleswig-HolsteinundHamburg
| Ort       | Bauwerk                 | Bauzeit | Anmerkungen | Foto |
| --------- | ----------------------- | --- | --- | ---- |
| Cismar    | Kloster Cismar          | 13. Jh. | ehem. Benediktinerkloster |      |
| Eutin     | St.-Michaelis-Kirche    | 1. Dr. 13. Jh., 14. Jh., 15. Jh. | |      |
| Flensburg | Nikolaikirche           | zw. 1390 und 1480 | zwei Bauabschnitte; der Kompromiss aus Chorgiebel und polygonalem Chorabschluss ist typisch dänisch. |      |
| Hamburg   | St. Petri               | | |      |
| Hamburg   | St. Katharinen          | mitt. Dr. 13. Jh. – 1450 | Turm mit Eckquadern aus Stein; Chorabschluss nach dänischem Muster als Kompromiss aus Chorgiebel und Polygon |      |
| Hamburg   | St. Jakobi              | | |      |
| Lübeck    | Altstadt                | | Auf der Liste des UNESCO-Welterbes |      |
| Lübeck    | Marienkirche            | 1251 bis Ende 14. Jh. | Basilika; einflussreichstes Hauptwerk der Backsteingotik, Türme trotz gotischer Fenster u. Zierformen in romanischer Statik |      |
| Lübeck    | Rathaus                 | Hauptbau 1340–50, das sog. Lange Haus 1298–1308, Kriegsstubenbau 1442–44, einer der bedeutendsten Profanbauten der Backsteingotik, aber Straßenfassade des Hauptbaus Vorgriff auf spätere Stile: Segmentbögen, Betonung der Horizontalen | Hauptbau 1340–50, das sog. Lange Haus 1298–1308, Kriegsstubenbau 1442–44, einer der bedeutendsten Profanbauten der Backsteingotik, aber Straßenfassade des Hauptbaus Vorgriff auf spätere Stile: Segmentbögen, Betonung der Horizontalen                                      |      |
| Lübeck    | Dom                     | Backstein ab 1173, Gotik ab 1266 | Grundsteinlegung durch Heinrich den Löwen, Weihe 1247, Paradies am Nordquerhaus mit Granitsäulen und Kalksteinkapitellen um 1250 Umbauten bis ins 15. Jahrhundert |      |
| Lübeck    | Holstentor              | 1466–78 | urspr. Teil einer Torburg; zeitweise zwei Vortore; roter und schwarz glasierter Backstein in Quaderform und als Formstein, Terrakottaband, Kalkstein (Sims, Stürze der unteren Schussöffnungen) und Granit (Konsolen der oberen Schussöffnungen)                              |      |
| Lübeck    | Burgtor (Lübeck)        | | |      |
| Lübeck    | Petrikirche             | 13. – 15. Jh. | mehrere Bauabschnitte |      |
| Lübeck    | Jakobikirche            | nach 1276 bis 1334 | |      |
| Lübeck    | Aegidienkirche          | 1. H. 14. Jh. | |      |
| Lübeck    | Katharinenkirche        | 1300–1330 | ehem. Klosterkirche der Franziskaner |      |
| Lübeck    | Heiligen-Geist-Hospital | um 1276 bis 1286 | |      |
| Lübeck    | Burgkloster             | nach 1276 bis 1401 | ehem. Dominikanerkloster |      |
| Lübeck    | St.-Annen-Kloster       | | ehem. Augustinerinnenkloster, 1843 durch Brand beschädigt |      |
| Lübeck    | Kanzleigebäude          | 1484 | gotischer Laubengang mit Granitsäulen und Kalksteinfries; 1588 und 1614 erweitert |      |
| Meldorf   | St. Johannis            | 1230–1300 | |      |
| Mölln     | Möllner Rathaus         | 1373 | Bauwerk aus der Zeit der Pfandnahme Möllns durch Lübeck. 1409 durch den Herzog von Sachsen-Lauenburg abgebrannt und mit Hilfe Lübecks wieder aufgebaut. Offene Gerichtslaube von 1475.                                                                                        |      |
| Schleswig | St.-Petri-Dom           | Backstein ab 1180, Gotik ab 1275 | ab etwa 1130 Feldstein-Gussnauerwerk mit Granit- u. Tuff-Verblendung, zw. 1275 u. 1300 Hallenchor, ab 1408 Umbau des Langhauses zur Halle, anstelle des bisherigen freistehenden Glockenhauses neugot. Turm 1888–94, nach dem Zweiten Weltkrieg vereinfacht wiederhergestellt |      |

### Brandenburg,BerlinundSachsen-Anhalt
| Ort                | Bauwerk                                              | Bauzeit | Anmerkungen | Foto |
| ------------------ | ---------------------------------------------------- | --- | --- | ---- |
| Angermünde         | Heilig-Geist-Kapelle                                 | 14./15. Jahrhundert | Gehörte zum Heilig-Geist-Spital, das im Dreißigjährigen Krieg zerstört wurde |      |
| Bad Wilsnack       | Wunderblutkirche St. Nikolai                         | | Hauptwallfahrtskirche in Norddeutschland |      |
| Berlin             | Marienkirche                                         | | Hallenkirche, einschiffiger Chor |      |
| Berlin             | Nikolaikirche                                        | | Hallenkirche mit Umgangschor, nach Kriegszerstörungen wiederaufgebaut |      |
| Berlin             | Graues Kloster                                       | Ende 13. Jh. | ehem. Franziskanerkloster; seit dem Zweiten Weltkrieg Ruine |      |
| Brandenburg        | St.-Katharinen-Kirche                                | zwei Bauphasen nach 1401 | virtuose Gestaltung durch Hinrich Brunsberg mit feinem Maßwerk und Großplastik aus gebranntem Ton |      |
| Brandenburg        | Dom St. Peter und Paul                               | Hauptbauzeit 1165–1240 | erste Backsteinkirche in der Mark Brandenburg |      |
| Brandenburg        | Altstädtisches Rathaus                               | Hauptbauzeit 1450–1468 | |      |
| Brandenburg        | Ordonnanzhaus                                        | Hauptbauzeit 1300–1310 | wahrscheinlich ältester steinerner Profanbau der Mark Brandenburg |      |
| Brandenburg        | Gotisches Haus                                       | 1452 | |      |
| Brandenburg        | St. Gotthardt                                        | Hauptbauzeit 1450–1468 | romanisches Westportal und barocker Turm |      |
| Brandenburg        | ehemalige Marienkirche                               | um 1220 begonnen, 1722 abgerissen | Wallfahrtskirche, viertürmiger Zentralbau |      |
| Chorin             | Kloster Chorin                                       | ab 1273 | hochgotisch, Zisterzienserkloster, Kirche nach bernhardinischem Plan, Grablege des neumärkischen (!) Zweigs der brandenburgischen Askanier |      |
| Doberlug-Kirchhain | Kloster Dobrilugk                                    | | ehem. Zisterzienserkloster, mehr spätromanisch als gotisch; Seitenschiffe zurückgebaut |      |
| Frankfurt (Oder)   | Marienkirche                                         | 1253–1367, Chor 1367 vollendet, Erweiterungen im 15. Jh. | Hallenkirche mit Umgangschor, nach schweren Kriegszerstörungen wiederaufgebaut |      |
| Frankfurt (Oder)   | Rathaus                                              | 1253 begonnen, im 14. Jh. ausgebaut | |      |
| Havelberg          | Havelberger Dom                                      | gotisch nach Brand 1279–1330 | ursprünglich romanische Basilika, hochgotisch erneuert |      |
| Jüterbog           | Rathaus                                              | | |      |
| Jüterbog           | Mönchenkloster                                       | | |      |
| Jüterbog OT Zinna  | Kloster Zinna                                        | Hauptbauzeit ab 1220 | ehem. Zisterzienserkloster, basilikale Kirche im Übergangsstil aus Feldstein |      |
| Lehnin             | Kloster Lehnin                                       | ab Ende des 12. Jahrhunderts, Weihe 1262 oder 1270 | Basilika im Übergangsstil |      |
| Prenzlau           | Marienkirche                                         | zwei Bauphasen: 1289 bis 1340 mit unteren Turmgeschossen in Feldstein, 15. Jh. (Hinrich Brunsberg) Ostgiebel mit frei vorgesetztem Maßwerk, hier aus Backstein, sonst eine Spezialität der Werksteingotik, nach schweren Kriegszerstörungen wieder aufgebaut, 2020 Einwölbung | zwei Bauphasen: 1289 bis 1340 mit unteren Turmgeschossen in Feldstein, 15. Jh. (Hinrich Brunsberg) Ostgiebel mit frei vorgesetztem Maßwerk, hier aus Backstein, sonst eine Spezialität der Werksteingotik, nach schweren Kriegszerstörungen wieder aufgebaut, 2020 Einwölbung |      |
| Salzwedel          | St. Katharinen                                       | 1280 begonnen, etwa 1500 vollendet | Dreischiffige Hallenkirche mit einschiffigem Chorpolygon |      |
| Salzwedel          | St. Marien                                           | gotischer Neubau 1350–1550 anstelle eines romanischen Vorgängerbaus | Nach mehrfachem Umbau im Mittelalter zur fünfschiffigen Basilika mit einfacher Apsis umgebaut |      |
| Salzwedel          | Mönchskirche                                         | 1250 begonnen | ehem. Franziskanerkloster, Klausur vorhanden, Hallenkirche mit einschiffigem Chor |      |
| Salzwedel          | ehem. Rathaus Altstadt                               | 1509 begonnen | |      |
| Salzwedel          | Stadtbefestigung (Steintor, Neuperver Tor)           | | |      |
| Stendal            | Marienkirche                                         | | an Stelle eines romanischen Vorgängerbaus, große dreischiffige Hallenkirche mit Umgangschor |      |
| Stendal            | Dom St. Nikolaus                                     | 1423 bis Mitte 15. Jh. | Hallenkirche mit einschiffigem Chor |      |
| Stendal            | Rathaus                                              | gotischer Teil frühes 15. Jahrhundert | |      |
| Stendal            | Stadtbefestigung (Tangermünder Tor, Uenglinger Tor)  | | Die Tortürme gehören zu den reichsten Stadttoren der Backsteingotik |      |
| Tangermünde        | Rathaus                                              | um 1430 | schmuckreiche Giebel mit Rosetten aus Formsteinen |      |
| Tangermünde        | Stephanskirche                                       | 14. Jahrhundert | dreischiffige Hallenkirche mit Umgangschor |      |
| Tangermünde        | Stadtbefestigung (Eulenturm, Neustädter Tor, Elbtor) | 14. bis 15. Jahrhundert | Umfangreiche Reste der Stadtbefestigung erhalten |      |
| Werben (Elbe)      | St. Johannis                                         | 15. Jahrhundert mit älteren Bestandteilen | Hallenkirche mit Dreiapsidenchor und weithin sichtbarem Dach |      |
| Werben (Elbe)      | Elbtor (Stadtbefestigung)                            | um 1470 | |      |
| Wittstock/Dosse    | Marienkirche                                         | 13. bis 15. Jahrhundert | große Hallenkirche mit geradem Ostschluss |      |

### NiedersachsenundBremen
| Ort                            | Bauwerk                  | Bauzeit | Anmerkungen | Foto |
| ------------------------------ | ------------------------ | --- | --- | ---- |
| Bardowick                      | „Dom“ Peter und Paul     | 1389–1485 | |      |
| Braunschweig                   | Liberei                  | 1413–1422 | ältester Bibliotheksbau Deutschlands |      |
| Bremen                         | St. Martini              | spätgot. Umbau 1384 | ab 1229/1230 zunächst als Basilika errichtet, spätgotischer Umbau zur Hallenkirche, am Turm und einigen Strebepfeilern etwas Sandstein |      |
| Bremen                         | Rathaus                  | gotisch 1405–1410 | roter und dunkel glasierter Backstein, Sandsteinskulpturen gotische Originalausstattung von 1410, 1608–1612 Umbau zur Weserrenaissance, an den Schmalseiten gotische Fenster erhalten; Welterbe 2004                                          |      |
| Bunde, Ldkr. Leer              | Reformierte Kirche       | um 1200 und 1270/80 | romanisches Schiff, romanogotischer Ostteil, Turm 19. Jh. |      |
| Ebstorf                        | Kloster                  | 14. Jh. | Prämonstratenser-, später Benediktinerinnenkloster |      |
| Eilsum, Krummhörn, Lkr. Aurich | Eilsumer Kirche          | 1230–1260 | romano-gotisch: Fenster und Blenden mit teils runden, teils leicht angespitzten Bögen höhengestaffelt an den Längsfassaden, innen spitzbogige Kreuzrippengewölbe; einziger Chorturm Ostfrieslands                                             |      |
| Hannover                       | Marktkirche              | 14. Jh. | |      |
| Hude                           | Kloster                  | 13. Jh. | heute Ruine |      |
| Lüneburg                       | St. Johannis             | 1300–1370 | Gewaltige fünfschiffige Hallenkirche mit apsidialem Chorschluss, eine der wenigen Kirchen in Deutschland mit parallelen Längsdächern. Häufig ist diese Dachanordnung in Danzig und in Flandern                                                |      |
| Lüneburg                       | Rathaus                  | 1247 Ratskapelle (ehem. Heiliggeistkap.), 1328–1337 Ratssaal, Gewandhaus, Weinkeller, 1476–1482 „Kämmereigebäude“, 1567–1582 Neues Rathaus (außen gotisch, innen Renaissance); 1762 Einsturz und Neubau der Marktfront | 1247 Ratskapelle (ehem. Heiliggeistkap.), 1328–1337 Ratssaal, Gewandhaus, Weinkeller, 1476–1482 „Kämmereigebäude“, 1567–1582 Neues Rathaus (außen gotisch, innen Renaissance); 1762 Einsturz und Neubau der Marktfront                        |      |
| Lüneburg                       | Michaeliskirche          | um 1375 | Dreischiffige Hallenkirche |      |
| Lüneburg                       | Nikolaikirche            | 1407–1440 | Steil proportionierte spätgotische Basilika mit Umgangschor |      |
| Marienhafe                     | Marienkirche             | Mitte 13. Jh. | errichtet als dreischiffige Basilika mit Querhaus; 1829 wegen Baufälligkeit Chor, Querhaus, Seitenschiffe und Hochschiffswände abgetragen und Turm erniedrigt, daher außer am Turm alle Außenwände neu gestaltet. Turm ehem. auch Seezeichen. |      |
| Uelzen                         | St.-Marien-Kirche Uelzen | 13.–14. Jh. | |      |
| Verden                         | Dom                      | 1290–1323 und 1473–1490 | Turm Mitte 12. Jh. vom romanischen Vorgängerbau, Chor und Südquerhaus mit Sandstein verblendet, darüber zweifarbiger Backstein und verputzte Blenden                                                                                          |      |
| Wienhausen                     | Kloster Wienhausen       | 13. und 14. Jh. | Zisterzienserinnenkloster |      |

### Nordrhein-Westfalen
D-NR ist die Seitenangabe im Dehio-Handbuch Nordrhein-Westfalen I – Rheinland (2005)
| Ort                           | Bauwerk | Bauzeit       | Anmerkungen | Foto |
| ----------------------------- | --- | ------------- | --- | ---- |
| Brühl, zwischen Köln und Bonn | St.-Margareten-Kirche D-NR S. 218 f. | Mitte 14. Jh. | südlichste gotische Backsteinkirche in Rheinnähe; Basilika; gotisch Turm und Langhaus zw. 1332 und 1349, neugotisch 1885–1887 Chor, Querhaus und die Strebebögen des Langhauses |      |
| Burlo (Borken)                | St. Marien | 13.–15. Jh.   | im 17. Jh. restauriert; Zisterzienser-, seit 1921 Oblaten-Kloster |      |
| Düsseldorf                    | St.-Lambertus-Kirche | 1370–1394     | verhalf dem Backstein im Kirchenbau am Niederrhein zum Durchbruch, Hallenkirche mit drei parallelen Schiffen und Dächern, Turm aus Tuff, gegründet als Stiftskirche             |      |
| Düsseldorf                    | Kreuzherrenkirche | ab 1443       | 2-schiffige Hallenkirche |      |
| Goch                          | St.-Maria-Magdalena-Kirche |               | Turm nach Einsturz moderat modern ersetzt |      |
| Goch                          | Haus zu den fünf Ringen |               | |      |
| Goch                          | Johanneskonvent |               | lange verborgener Backstein erst im 21. Jh. wieder ans Licht geholt |      |
| Kalkar, Kreis Kleve           | St.-Nicolai-Kirche | 15. Jh.       | der Südseite zu mehr als der Hälfte mit Tuffstein verblendet; Hallenkirche |      |
| Kalkar, Kreis Kleve           | Rathaus | 1446          | |      |
| Kalkar, Kreis Kleve           | Bürgerhäuser: - Grabenstraße 66 (1500), ht. Museum - Hanselaerstraße 5 (1430), ht. Archiv - Markt 6 (Materialkomposition) - Kirchplatz 2 (Kern 15. Jh.) - Monrestraße 15 (14/15. Jh.) |               | |      |
| Lechenich, Erftstadt          | Landesburg Lechenich | 1308          | ältester großer Backsteinbau des deutschen Niederrheingebietes |      |
| Wolbeck, Stadt Münster        | Drostenhof | Torhaus 1545  | Torhaus spätgotisch, Hauptgebäude Frührenaissance |      |

## Belgien
Die starke Verbreitung gelben Backsteins in der flämischen Backsteingotik wird damit erklärt, dass man hier vielerorts Tonvorkommen bis in größere Tiefen ausschöpfte, wo der Eisengehalt geringer ist.
(CC) sind Links auf die Bildersammlungen im Schwesterprojekt Wikimedia Commons.
OE sind die oft ausführlichen Beschreibungen in der Denkmaldatenbank der flämischen Denkmalbehörde Agentschap Onroerend Erfgoed (Agentur Unbewegliches Erbe).
| Ort                                              | Bauwerk                                         | Bauzeit                                                                                                | Anmerkungen                                                                                            | Foto |
| ------------------------------------------------ | ----------------------------------------------- | --- | --- | ---- |
| Antwerpen, im Mittelalter Hzm. Brabant           | Vleeshuis (Fleischhaus) (CC) OE 4678            | ab 1501                                                                                                | Kernmauerwerk Backstein, Außenhaut Lagenwechsel von Werkstein und Backstein                            |      |
| Beersel, Flämisch-Brabant                        | Burg Beersel OE 38873                           | 1300–1310 u. 1491–1506                                                                                 | nach Zerstörung beim Brüsseler Aufstand (1488–1489) in Gotik-Renaissance-Übergangsstil wiederaufgebaut |      |
| Brügge, Westflandern                             | Altstadt als Weltkulturerbe                     | Altstadt als Weltkulturerbe                                                                            | Die historische Altstadt von Brügge wurde wegen ihrer Backsteingotik zum Weltkulturerbe erklärt.       |      |
| Brügge, Westflandern                             | Belfried und Hallen OE 29457                    | Backstein Ende 13. Jh. – Ende 15. Jh.                                                                  | |      |
| Brügge, Westflandern                             | St.-Salvator-Kathedrale OE 29716                | gelber Backstein, Chor seit 1275, Querhaus seit 1360, gegenwärtiges Schiff und Seitenschiffe 1481–1557 | gelber Backstein, Chor seit 1275, Querhaus seit 1360, gegenwärtiges Schiff und Seitenschiffe 1481–1557 |      |
| Brügge, Westflandern                             | Onze-Lieve-Vrouwekerk OE 82359                  | Turm um oder ab 1280                                                                                   | Kirche mit Ausnahme der Westfassade im Wesentlichen aus Backstein                                      |      |
| Brügge, Westflandern                             | Sint-Janshospitaal (CC) OE 82360                | gotische Krankensäle 2. Hälfte 13. Jh., Corneliuskapel 15. Jh.                                         | gotische Krankensäle 2. Hälfte 13. Jh., Corneliuskapel 15. Jh.                                         |      |
| Damme, Westflandern                              | Huyse de Grote Sterre (CC) OE 78680             | 15. Jh.                                                                                                | Kern älter                                                                                             |      |
| Enghien, Prov. Hennegau                          | Kirche Saint-Nicolas (CC), MB 55010-CLT-0002-01 | 14. Jh.                                                                                                | |      |
| Gent, Ostflandern                                | Abtei Bijloke (CC) OE 20338                     | Backstein 1316–1323                                                                                    | der ältere 11 Joche lange Krankensaal aus Tournai-Kalkstein, das jüngere „Craekhuys“ aus Backstein     |      |
| Gijverinkhove, Gem. Alveringem, Westflandern     | Sint-Petruskerk (CC) OE 15924                   | dreischiffiger Backsteinbau Ende 13. Jh., Vergrößerung 1540, gelber Backstein, Paralleldächer          | dreischiffiger Backsteinbau Ende 13. Jh., Vergrößerung 1540, gelber Backstein, Paralleldächer          |      |
| Heers, Belgisch-Limburg                          | Schloss von Heers (CC) OE 32027                 | spätes 15. – frühes 16. Jh.                                                                            | |      |
| Hoogstraten, Prov. Antwerpen, im MA Hzm. Brabant | Sint-Catharinakerk (CC) OE 46578                | 1525–1550                                                                                              | |      |
| Kortrijk, Westflandern                           | Groeningeabdij (CC) OE 59636                    | Ende 16. Jh.                                                                                           | v. a. ehemaliges Dormitorium                                                                           |      |
| Poperinge, Westflandern                          | Sint-Bertinuskerk (CC) OE 31244                 | 15. Jh.                                                                                                | Hallenkirche mit parallelen Längsdächern                                                               |      |
| Poperinge, Westflandern                          | Sint-Janskerk (CC) OE 31213                     | 13.–15. Jh.                                                                                            | im 19. Jh. stabilisiert und etwas verändert                                                            |      |
| Poperinge, Westflandern                          | Onze-Lieve-Vrouwkerk (CC) OE 30986              | Ende 13. bis 14. Jh.                                                                                   | Hallenkirche mit parallelen Längsdächern                                                               |      |

## Dänemark
FBB sind Einträge im amtlichen dänischen Denkmalportal Fredede og Bevarensværdige Bbyygninger (Geschützte und Bewahrenswürdige Gebäude)
NM ist das vom NationalMuseet (Nationalmuseum) herausgegebene Kompendium Danmarks Kirker, dessen ausführliche Gebäudebeschreibungen als PDF abzurufen sind.
Trap = Statistik-Topographisk Beskrivelse af Kongeriket Danmark (Statistisch-topografische Beschreibung des Königreichs Dänemark), begonnen von dem Staatssekretär Jens Peter Trap, später fortgeführt von H. Weitemeyer, V. Falbe-Hansen und H. Westergaard. Die 3. Ausgabe (Trap3) enthält ausführliche Gebäudebeschreibungen und steht nicht-kommerziell im Internet.
| Ort                                         | Bauwerk                                                                             | Bauzeit | Anmerkungen | Foto |
| ------------------------------------------- | ----------------------------------------------------------------------------------- | --- | --- | ---- |
| Aalborg, Nordjütland                        | Budolfikirche                                                                       | um 1450 | alles weiß geschlämmter Backstein; nördliche Kapelle und 14 Meter des Chors 1942–1944 angefügt |      |
| Aalborg, Nordjütland                        | Aalborgs Kloster (CC)                                                               | dieser Flügel 1506 | |      |
| Aarhus, Mitteljütland                       | Dom                                                                                 | Ende 14. Jh. bis 1500 | |      |
| Aarhus, Mitteljütland                       | Vor Frue Kirke                                                                      | Mitte des 13. Jh. bis 1500 | |      |
| Faxe                                        | Faxe Kirke                                                                          | 15. Jh. | im Osten der Insel Seeland häufig: die Kombination von Backstein mit Bändern aus Kreidequadern |      |
| Haderslev, südliches Jütland                | Dom St. Marien                                                                      | Mitte des 14. Jh. bis 1440 | |      |
| Helsingør                                   | Karmeliterkloster mit Marienkirche                                                  | seit 1430 | gilt als besterhaltenes Kloster Nordeuropas |      |
| Horsens, Ostküste Mitteljütlands            | Horsens Klosterkirke, NM (→PDF)                                                     | 1261–1275 | |      |
| Kopenhagen (København)                      | Helligåndshuset (CC) (Heiliggeisthospital) FBB 3100443                              | um 1470 | |      |
| Løgumkloster, Tønder Kom. übrige Orte s. u. | Kloster Løgum/Lügum D-NO S. 285, NM (→PDF)                                          | 1225–1325 | bedeutendstes Zisterzienserkloster Jütlands, romanisch begonnen, frühgotisch vollendet, alles Backstein |      |
| Mariager, Mariagerfjord, Nordjütland        | Abteikirche Mariager (CC)                                                           | 15. Jh. | ehem. Kloster- u. Wallfahrtskirche, weiß geschlämmter Backstein |      |
| Næstved                                     | Sankt Peders Kirke (CC), NM (→PDF)                                                  | 12. bis 14. Jh. | erbaut auf dem Grund einer früheren romanischen Kirche; die gotische Pseudobasilika wurde seit 1375 kaum verändert. |      |
| Næstved                                     | Altes Rathaus (CC) FBB 10050069                                                     | 15. Jh. | |      |
| Nykøbing Mors, Insel Mors im Limfjord       | Dueholm Kloster (CC), NM (→PDF), FBB 19725715                                       | gegründet 1370 | weiß geschlämmter Backstein; |      |
| Odense                                      | St. Knud                                                                            | | |      |
| Randers                                     | Sankt Mortens Kirke (CC), Trap 3-4, S. 788/789                                      | 1490–1520 | ehem. Abteikirche, heutige got. Kirche statt älterer Steinkirche; Turm 1795–1797 |      |
| Ribe, Kommune Esbjerg, südliches Jütland    | Dom St. Marien                                                                      | im 12. und 13. Jahrhundert romanisch aus Tuffstein, Sandstein und Granit; später gotisch mit Backstein erweitert; erhebliche Veränderungen im 19. Jh.                                                                          | im 12. und 13. Jahrhundert romanisch aus Tuffstein, Sandstein und Granit; später gotisch mit Backstein erweitert; erhebliche Veränderungen im 19. Jh.                                                                          |      |
| Tapdrup, Kommune Viborg                     | Tapdrup Kirke (CC) Trap 3-4, S. 689                                                 | kein „Hauptwerk“, aber typisch für Jütland: kleine Dorfkirche aus hochwertigem Granitquadermauerwerk mit anspruchsvollem Granitportal, schlichter gotischer Backsteinturm weiß geschlämmt, unten aus wiederverwendeten Quadern | kein „Hauptwerk“, aber typisch für Jütland: kleine Dorfkirche aus hochwertigem Granitquadermauerwerk mit anspruchsvollem Granitportal, schlichter gotischer Backsteinturm weiß geschlämmt, unten aus wiederverwendeten Quadern |      |
| Viborg, Mitteljütland                       | Domprovstegården (CC)                                                               | Ende 15. Jh. | Residenz des Domdekans |      |
| Viborg, Mitteljütland                       | Gråbrødreklosteret (CC) (Graubrüderkloster) - FBB Bygn. 20595172 - FBB Sag 20565759 | 13. Jh. | Veränderungen seit 1545 |      |

## Estland
| Ort            | Bauwerk        | Bauzeit                     | Anmerkungen | Foto |
| -------------- | -------------- | --------------------------- | --- | ---- |
| Tartu (Dorpat) | Dom            | 15. Jahrhundert             | im Nordischen Krieg zerstört; im Ostteil der Ruine heute Museum der Universität. Ursprüngliche Höhe der Türme 66 Meter (heute 22 Meter) |      |
| Tartu (Dorpat) | Johanniskirche | Anfang des 14. Jahrhunderts | Terrakotta-Skulpturen |      |

## Finnland
| Ort         | Bauwerk           | Bauzeit   | Anmerkungen             | Foto |
| ----------- | ----------------- | --------- | ----------------------- | ---- |
| Espoo       | Dom               |           | Teile in Backsteingotik |      |
| Hämeenlinna | Burg Häme         | 1300–1450 |                         |      |
| Hattula     | Heiligkreuzkirche |           |                         |      |
| Porvoo      | Dom               |           |                         |      |
| Turku       | Dom               |           |                         |      |
| Turku       | Marienkirche      |           |                         |      |

## Frankreich – Départements Nord und Pas-de-Calais
| Ort                                      | Bauwerk                                                | Bauzeit       | Anmerkungen | Foto |
| ---------------------------------------- | ------------------------------------------------------ | ------------- | --- | ---- |
| Arras Pas-de-Calais                      | Hôtel Les Trois Luppars (Haus der Drei Leoparden) (CC) | 1467          | |      |
| Dunkerque (Dünkirchen), Département Nord | Belfried von Dünkirchen                                | 1233          | Mitte 15. Jh. aufgestockt; Teil des Weltkulturerbes Belfriede in Belgien und Nordfrankreich; ähnelt dem Turm der Danziger Marienkirche |      |
| Dunkerque (Dünkirchen), Département Nord | Kirche Saint-Eloi (CC)                                 | 1450 und 1560 | zunächst an den schon bestehenden Belfried angebaut; nach Brand von 1558 vergrößert aber ohne Anschluss an den Turm wiederaufgebaut    |      |

## Lettland
| Ort  | Bauwerk            | Bauzeit             | Anmerkungen                                                                                  | Foto |
| ---- | ------------------ | ------------------- | -------------------------------------------------------------------------------------------- | ---- |
| Riga | Altstadt           |                     | Auf der Liste des UNESCO-Welterbes                                                           |      |
| Riga | Dom                | 13. Jahrhundert     |                                                                                              |      |
| Riga | St. Petri          | 13.–15. Jahrhundert | basilikaler Umgangschor ohne Strebebögen, ähnelt dem etwas älteren der Groninger Martinikerk |      |
| Riga | St. Jakobi         | 13. Jahrhundert     |                                                                                              |      |
| Riga | St. Johannes       | 15. Jahrhundert     | ehem. Dominikanerkirche                                                                      |      |
| Riga | Schwarzhäupterhaus |                     | Nach Zerstörung im 2. Weltkrieg abgerissen, 1993–1999 originalgetreu rekonstruiert           |      |

## Litauen
| Ort     | Bauwerk    | Bauzeit         | Anmerkungen                                                             | Foto |
| ------- | ---------- | --------------- | ----------------------------------------------------------------------- | ---- |
| Vilnius | Annakirche |                 | spätgotisch                                                             |      |
| Kaunas  | Dom        | Bau ab 1408     |                                                                         |      |
| Trakai  | Burg       | 14. Jahrhundert | Sitz der litauischen Großfürsten und Bollwerk gegen den Deutschen Orden |      |

## Niederlande
Diese Zusammenstellung ist eine Auswahl aus denjenigen Bauwerken, die in dem mehrbändigen Denkmalkompendium Monumenten in Nederland nicht nur bei ihren Orten ausführlich beschrieben, sondern schon in den Einführungskapiteln ihrer Provinzen hervorgehoben sind.
(CC) sind Links auf die Bildersammlungen im Schwesterprojekt Wikimedia Commons.
RCE sind die Einträge in Denkmaldatenbank des Rijksdienst voor het Cultureel Erfgoed (Reichsdienst für das Kulturerbe).
Mit der Reformation wurden in den Niederlanden die Patrozinien abgeschafft. Heute werden oft die offizielle und die mittelalterliche Bezeichnung einer Kirche durch „of“ (oder) miteinander verbunden.
| Ort                                                 | Bauwerk                                                                      | Bauzeit | Anmerkungen | Foto |
| --------------------------------------------------- | ---------------------------------------------------------------------------- | --- | --- | ---- |
| Aardenburg, Sluis, Zeeland                          | Prot. Sint-Bavo Kerk (CC), RCE 6880                                          | Schiff 1220, Hallenchor Mitte 14. Jh. | |      |
| Aarle-Rixtel, Helmond, Nordbrabant                  | Kasteel Croy (CC), RCE 515752                                                | 15. Jh. | |      |
| Aduard, Westerkwartier, Prov. Groningen             | „Abteikirche“ (CC) RCE 7075                                                  | frühes 14. Jh. | ehemaliger Krankensaal, heute prot. Dorfkirche, in der frühen Neuzeit modernisiert, im 20. Jh. wieder der mittelalterlichen Gestalt angenähert                                         |      |
| Amersfoort, Provinz Utrecht                         | Sint-Joriskerk (CC), RCE 7882                                                | 14. Jh. – 1500 | |      |
| Amersfoort, Provinz Utrecht                         | Koppelpoort (CC) RCE 7928                                                    | ab ca. 1400 | aus einem Wassertor und zwei Straßentoren |      |
| Amerongen, Utrechtse Heuvelrug                      | Prot. Andrieskerk (CC), RCE 7755                                             | Turm 1. H. 16. Jh. | große Form nach Vorbild des Utrechter Domturms, jedoch eigenständiger Materialeinsatz: roter Backstein, schwarzer Backstein u. Tuff, Blendenhintergründe mit Ziegelmustern             |      |
| Ten Boer, Groningen, Prov. Groningen                | Klosterkirche (CC) RCE 9779                                                  | 13. Jh. | frühgotisch |      |
| Bolsward, Súdwest-Fryslân                           | Grote of Martinikerk (CC), RCE 9812                                          | überw. 14. Jh., Turm 15. Jh. | Vorgänger 11. Jh. Tuffstein; Pseudobasilika |      |
| Culemborg, Gelderland, Südufer des Lek              | Grote of Sint-Barbarakerk (CC), RCE 11551                                    | 14. Jh. | im frühen 17. Jh. nach Brand wiederhergestellt |      |
| Culemborg, Gelderland, Südufer des Lek              | Stadhuis (Rathaus) (CC), RCE 11556                                           | 1534–1539 | |      |
| Culemborg, Gelderland, Südufer des Lek              | Elisabeth Weeshuis (Elisabeth-Waisenhaus) (CC), RCE 11545                    | seit 1555 | |      |
| Delft, Südholland                                   | Oude kerk RCE 11970                                                          | 1246 | schiefer Turm |      |
| Delft, Südholland                                   | Nieuwe kerk, RCE 11872                                                       | 1353 – ca. 1445 | nach Stadtbrand v. 1536 wiederhergestellt; außen Seitenschiffe Backstein, Chor-Hochschiffswände gemischt mit Tuff, innen Backstein, Holzgewölbe; Turm Tuff                             |      |
| Deventer, Overijssel                                | De Waag (CC), RCE 12508                                                      | 1528–1531 | |      |
| Deventer, Overijssel                                | Groote- of Heilige Geestgasthuis (CC), RCE 12518                             | | |      |
| Doesburg, Gelderland                                | Rathaus (CC), RCE 13060                                                      | 3. V. 14. Jh. u. 15. Jh. | |      |
| Doesburg, Gelderland                                | Waaag (Waage) (CC), RCE 12999                                                | 1478 fertiggst. | 1947-'49 sorgfältig restauriert und teilw. rekonstruiert |      |
| Edam, Nordholland                                   | Grote of Sint-Nicolaaskerk (CC) RCE 14320                                    | 15. Jh. | |      |
| Elburg, Gelderland, Südostküste der ehem. Zuiderzee | Grote of Sint-Nicolaaskerk (CC), RCE 14896                                   | seit 1396 | Hallenkirche mit gemauerten Gewölben |      |
| Elburg, Gelderland, Südostküste der ehem. Zuiderzee | (ehem.) Agnietenklooster (CC), RCE 14772, M-GE S.162                         | 15. Jh. | |      |
| Enkhuizen, Nordholland                              | Westerkerk (CC) RCE 15211                                                    | | teilw. Bänder aus Haustein |      |
| Garmerwolde, Groningen, Prov. Groningen             | Reformierte Dorfkirche (CC) RCE 9780                                         | 13. Jh. | romano-gotisch |      |
| Groningen                                           | Martinikerk RCE 18555                                                        | 13., 15., 16. Jh. | basilikaler Chor ähnelt dem etwas jüngeren der Petrikirche in Riga, Hallenschiff mit Querdächern wie Bremer Martinikirche, Turm inspiriert vom Utrechter Dom                           |      |
| Groningen                                           | Der Aa-kerk (CC) RCE 18423                                                   | 13.–15. Jh. | |      |
| Groningen                                           | Haus Brugstraat 24 (CC) RCE 18433                                            | 15. Jh. | einziges leidlich erhaltenes gotisches Bürgerhaus der Stadt |      |
| Den Haag Südholland                                 | Grote Kerk, RCE 16115                                                        | 14.- u. v. a. 15. Jh. | |      |
| Den Haag Südholland                                 | Ridderzaal, RCE 17475                                                        | 1256–1296 | frühgotisch, im Mittelalter Residenz der Grafschaft Holland, heute einer der zentralen Orte des politischen Lebens der Niederlande                                                     |      |
| Haarlem, Nordholland                                | Amsterdamse Poort = Spaanwouderpoort RCE 19771                               | 1355 | |      |
| Hasselt, Zwartewaterland, Overijssel                | Grote of Sint-Stephanuskerk (CC), RCE 20900                                  | 14./15. Jh. | |      |
| Hilvarenbeek, Nordbrabant                           | St-Petrus'-Bandenkerk (CC), RCE 22152                                        | Schiff 14. Jh., Querhaus, Chor u. Turm 15. Jh., weiter vergrößert im 16. Jh.                                                                         | Schiff 14. Jh., Querhaus, Chor u. Turm 15. Jh., weiter vergrößert im 16. Jh. |      |
| Hoorn, Nordholland                                  | Noorderkerk (CC) RCE 22452                                                   | 1441–1519 | Hallenkirche |      |
| Kampen, Overijssel                                  | Bovenkerk (CC), RCE 23053                                                    | 14./15. Jh. | Backstein und Stein |      |
| Kampen, Overijssel                                  | Koornmarktpoort (CC), RCE 23445                                              | 14. Jh. | |      |
| Leiden, Südholland                                  | Pieterskerk (CC), RCE 25446 M-SH S. 304–305                                  | um 1400–1565 | spätgotisch, ältere Vorgängerbauten |      |
| Medemblik, Nordholland                              | Burg Radboud, RCE 28386                                                      | 1288 | errichtet zur Kontrolle des Teils der Friesen westlich der Zuiderzee; weniger als ein Viertel der mittelalterl. Anlage erhalten; stark restauriert                                     |      |
| Middelburg, Zeeland                                 | Prot. Koorkerk (Chor-Kirche) (CC), RCE 28672, M-ZE 159 ff.                   | | spätgotisch, aus dem Querhaus der Abteikirche aus dem 13. Jh. |      |
| Oirschot, Nordbrabant                               | Petruskerk, RCE 31282                                                        | 1462–frühes 16. Jh. | westl. Teile mit vielen Hausteinbändern (Specklagen) |      |
| Oosterhout, Nordbrabant                             | Sint-Janskerk, RCE 31673                                                     | 15. Jh., Turm 1519–1527 | 1880–1882 neugotisch vergrößert |      |
| Rotterdam, Südholland                               | Grote of Sint-Laurenskerk, RCE 32783/32782                                   | Schiff 1461–1475, Chor 1488–1500, Querhaus 1491–1513, Seitenschiff abgesackt u. 152 0erneuert, Turmschaft 1547–1555, Obergeschoss aus Sandstein 1645 | Schiff 1461–1475, Chor 1488–1500, Querhaus 1491–1513, Seitenschiff abgesackt u. 152 0erneuert, Turmschaft 1547–1555, Obergeschoss aus Sandstein 1645                                   |      |
| Roermond, NL Limburg                                | Christoffelkathedraal, RCE 32552                                             | 15./16. Jh. | basilikales Schiff, Hallenchor |      |
| Roermond, NL Limburg                                | Haus Drehmans (CC), RCE 32550, M-LI S. 307                                   | 1520 | |      |
| Sluis, Zeeland                                      | Rathaus u. Belfried (CC), RCE 33890, M-ZE p. 230                             | 1393–1396 | einziger Backsteinbelfried der Niederlande, viel gelber Backstein, einiger roter Backstein und einiger Haustein; nach schweren Zerstörungen im Zweiten Weltkrieg vieles rekonstruiert; |      |
| Termunten, Eemsdelta, Prov. Groningen               | Ursuskerk (CC) RCE 35003                                                     | 2. H. 13. Jh. | romano-gotisch |      |
| Utrecht                                             | Buurkerk (CC), RCE 18353, M-UT S. 227–228                                    | 13.–15. Jh. | |      |
| Utrecht                                             | Turmhaus Achter de Dom 7, RCE 35976                                          | um 1400 | wohl als Kapitelhaus des Oudmunster errichtet, um 1500 westlich um einen Satteldachbau erweitert                                                                                       |      |
| Utrecht                                             | Leeuwenbergh Gasthuis, RCE 18333                                             | 1567 | gestiftet als Pesthospital |      |
| Utrecht                                             | Paushuize (Papsthaus) (CC) RCE 36215                                         | 1517 | errichtet für den Propst Adriaan Florisz Boeyens, den späteren Papst Hadrian VI.; später Barockbalkon angefügt                                                                         |      |
| Utrecht                                             | Oudaen, RCE 36501                                                            | frühes 14. Jh. | |      |
| Utrecht                                             | mehrere Häuser an der „Oudegracht“ RCE 31042, RCE 36503 RCE 36532, RCE 36569 | | |      |
| Venlo, NL Limburg                                   | Grote of Sint-Martinuskerk (CC), RCE 37159                                   | 1480 | 1532 Erdbebenschaden am Turm, 1950 Behebung der Schäden aus dem Zweiten Weltkrieg |      |
| Venlo, NL Limburg                                   | Romerhuis (CC), RCE 37179, M-LI S. 389                                       | 1521 | |      |
| Weert, NL Limburg                                   | Sint-Martinuskerk (CC), RCE 38446                                            | 1456 | Hallenkirche, Kempische Gotik |      |
| Westkapelle, Veere, Zeeland                         | Leuchtturm Westkapelle (Oberfeuer), RCE 38855                                | Turm 1409/1410 | ehemals Kirchturm, Schiff 1831 abgerissen; auffällige Ähnlichkeit mit dem Belfried von Dünkirchen und dem Turm der Danziger Marienkirche                                               |      |
| Winschoten, Oldambt                                 | Marktpleinkerk (Marktkirche) (CC) RCE 39011                                  | 13.–15. Jh. | romano-gotisch |      |
| Workum/Warkum, Súdwest-Fryslân                      | Grote of Sint-Gertrudiskerk (CC) RCE 39458                                   | 1480–1560 | |      |
| Zeerijp, Eemsdelta                                  | Ref. Jacobuskerk (CC) RCE 40306                                              | frühes 14. Jh. | kreuzförmiger Grundriss |      |
| Zutphen                                             | Broederenkerk (Brüderkirche) (CC), RCE 41172                                 | frühes 14. Jh. | |      |
| Zutphen                                             | Bürgerhäuser                                                                 | - Beukerstraat 44 (CC) RCE 41159, ca. 1550 - Zaadmarkt 110 RCE 41302                                                                                 | - Beukerstraat 44 (CC) RCE 41159, ca. 1550 - Zaadmarkt 110 RCE 41302 |      |
| Zutphen                                             | Drogenapstoren (-Turm) (CC), RCE 41393                                       | 1444–1446 | urspr. „Saltpoort“ (Salztor) |      |
| Zwolle, Overijssel                                  | Broerenkerk (Brüderkirche) (CC), RCE 41549                                   | 1465 | ehem. Dominikanerkloster |      |
| Zwolle, Overijssel                                  | Sassenpoort (Sachsentor) (CC), RCE 41788                                     | 1409 | |      |

## Polen
ZAB – Zabytek.pl ist das aktuelle Portal der polnischen Denkmalbehörde Narodowy Instytut Dziedzictwa. Es ersetzt die älteren Woiwodschaftslisten und ist noch im Aufbau begriffen.
| Ort                                                                                        | Bauwerk                                             | Bauzeit                | Anmerkungen | Foto |
| ------------------------------------------------------------------------------------------ | --------------------------------------------------- | ---------------------- | --- | ---- |
| Olsztyn (Allenstein)                                                                       | Schloss des Domkapitels                             | 2. H. 14. Jh.          | Ordensburg; im 15. und 16. Jh. zum Schloss umgebaut |      |
| Olsztyn (Allenstein)                                                                       | St. Jakob (Allenstein)                              | vor 1445               | spätgotische Hallenkirche |      |
| Breslau (Wrocław) [s. Dehio-Handbuch Polen – Schlesien S. 1052–1145], Woi. Niederschlesien | Breslauer Dom                                       | 1234–1341              | außen einige Werksteinverzierungen, innen im Langhaus konsequent durchgehaltenes Muster aus roten Läufern und schwarzen Bindern in flämischem Verband; spätere Reparaturen                                                                             |      |
| Breslau (Wrocław) [s. Dehio-Handbuch Polen – Schlesien S. 1052–1145], Woi. Niederschlesien | Rathaus                                             | 13. u. 15. Jh.         | Zutaten im 19. Jh. |      |
| Breslau (Wrocław) [s. Dehio-Handbuch Polen – Schlesien S. 1052–1145], Woi. Niederschlesien | Heiligkreuzkirche                                   | 1288 – 1. H. 14. Jh.   | Hallenkirche mit einschiffigem Chor und polygonal geschlossenen Querschiffsarmen |      |
| Breslau (Wrocław) [s. Dehio-Handbuch Polen – Schlesien S. 1052–1145], Woi. Niederschlesien | Elisabethkirche                                     | 1309–1387              | Steil proportionierte Basilika mit polygonalem Chorschluss |      |
| Breslau (Wrocław) [s. Dehio-Handbuch Polen – Schlesien S. 1052–1145], Woi. Niederschlesien | Magdalenenkirche                                    | 1355–1360              | Basilika mit geradem Chorschluss |      |
| Breslau (Wrocław) [s. Dehio-Handbuch Polen – Schlesien S. 1052–1145], Woi. Niederschlesien | Dorotheenkirche                                     | 1351–1401              | Große Hallenkirche mit langem, einschiffigem, polygonal geschlossenem Chor |      |
| Brzeg (Brieg)                                                                              | St. Nikolaus (Brzeg)                                | 1365–1417              | Steil proportionierte Basilika mit Sterngewölben und Chorpolygon |      |
| Kamień Pomorski (Cammin)                                                                   | Kathedrale St. Johannes                             | gotisch 15. Jh.        | um 1175 romanisch, Basilika |      |
| Czersk, Powiat Piaseczno, Masowien                                                         | Residenz der Herzöge von Masowien (CC) ZAB          | 1388–1410              | In der Schwedischen Sintflut zerstört, seither Ruinen |      |
| Danzig (Gdańsk) Weltkulturerbe                                                             | Marienkirche                                        | 1343–1502              | eine der drei größten Backsteinkirchen nördlich der Alpen und zwei größten Hallenkirchen der Welt; Turm ähnelt dem Belfried von Dünkirchen und dem Turm von Westkapelle                                                                                |      |
| Danzig (Gdańsk) Weltkulturerbe                                                             | Nikolaikirche                                       | 1348– frühes 15. Jh.   | 1227 durch Hzg. Swantopolk II. dem Dominikaner Hyazinth von Polen überlassen, ab 1260 Ausbau, ab 1348 Wiederaufbau; parallele Längsdächer |      |
| Danzig (Gdańsk) Weltkulturerbe                                                             | Katharinenkirche                                    | 1230, 1336–80          | schon 1263 Pfarrkirche, bei Eroberung durch den Dt. Orden 1308 zerstört, fragl. Reste im Nordostteil des Baus des 14. Jh.; parallele Längsdächer |      |
| Danzig (Gdańsk) Weltkulturerbe                                                             | Johanneskirche, D-NO S. 85 f., POM S. 15            | 14.–15. Jh.            | Bau des Turms 1392 durch den Deutschen Orden unterbrochen; parallele Längsdächer |      |
| Danzig (Gdańsk) Weltkulturerbe                                                             | Trinitatis-Kirche, D-NO S. 92, ZAB                  | 1430–1516              | mit ehem. Franziskanerkloster; Hallenkirche mit parallelen Längsdächern, Maßwerk des Westgiebels kommt westfälischer Sandsteingotik nahe (Beispiel) |      |
| Danzig (Gdańsk) Weltkulturerbe                                                             | Schlieffhaus                                        | 1520                   | Rekonstruktion der 1970er Jahre; Originalfassade stand erst in Nürnberg, 1480 nach Danzig transportiert und dort 1520 aufgebaut, 1822 abgetragen, jetzt Kavaliershaus auf der Pfaueninsel in Berlin-Wannsee                                            |      |
| Danzig (Gdańsk) Weltkulturerbe                                                             | Krantor                                             | 1442–1444              | |      |
| Danzig (Gdańsk) Weltkulturerbe                                                             | Frauentor (Brama Mariacka)                          | 15. Jh.                | |      |
| Elbląg (Elbing)                                                                            | Nikolaikirche                                       | 13. u. 15. Jh.         | 15. Jahrhundert von einer Basilika zur Hallenkirche umgewandelt, 1737 nach Blitzschlag vereinfacht wiederaufgebaut (halbe Traufhöhe und nur ein Dach), nach Kriegszerstörung von 1945 dann 1969–1989 Wiederaufbau mit drei Dächern, aber Höhe von 1737 |      |
| Frombork (Frauenburg)                                                                      | Kathedrale                                          | 1343–1383              | |      |
| Gniezno (Gnesen)                                                                           | Dom der Jungfrau Maria und des Heiligen Adalbert    | gotisch 1342–1415      | romanischer Vorgänger durch den Deutschen Orden zerstört, danach gotische Backsteinbasilika, Nordturm 1512 fertiggestellt; im 17. Jh. barockisiert |      |
| Kołobrzeg (Kolberg)                                                                        | Dom St. Maria                                       | 1288–1397              | |      |
| Chojna (Königsberg/Neumark)                                                                | Rathaus                                             | 15. Jh.                | |      |
| Chojna (Königsberg/Neumark)                                                                | Marienkirche                                        | 1389–1459              | Meisterwerk von Hinrich Brunsberg, alle mittelalterlichen Terrakottafiguren verloren, Turm 1843 eingestürzt und danach neugotisch ersetzt, nach Zerstörung im Zweiten Weltkrieg bisher ohne Gewölbe wiederhergestellt                                  |      |
| Krakau (Kraków) Weltkulturerbe                                                             | Marienkirche                                        | 1321–1331, 14./15. Jh. | |      |
| Krakau (Kraków) Weltkulturerbe                                                             | Wawel                                               | 13.–16. Jh.            | Königsresidenz und Symbol des polnischen Königtums, steht auf einem Kalkfelsen, umfasst trotz späterer Veränderungen mehrere gotische Backsteinbauten                                                                                                  |      |
| Krakau (Kraków) Weltkulturerbe                                                             | Corpus-Christi-Kirche                               | 1385–1405              | |      |
| Krakau (Kraków) Weltkulturerbe                                                             | Katharinenkirche                                    | 1342–1426              | Augustinerkloster |      |
| Krakau (Kraków) Weltkulturerbe                                                             | Alte Synagoge                                       | um 1550                | innen zweischiffige gotische Halle und verputzt |      |
| Krakau (Kraków) Weltkulturerbe                                                             | Collegium Maius                                     | 15. Jh.                | ältester Teil der Jagiellonenuniversität |      |
| Krakau (Kraków) Weltkulturerbe                                                             | Barbakan                                            | 15. Jh.                | |      |
| Chełmno (Kulm)                                                                             | Marienkirche                                        | 1290–1333              | |      |
| Chełmno (Kulm)                                                                             | St. Peter und Paul                                  | 13. u. 14. Jh.         | ehem. Dominikanerkirche |      |
| Legnica (Liegnitz), Woi. Niederschlesien                                                   | Liebfrauenkirche                                    | 1386                   | Evangelische Pfarrkirche (Augsburger Bekenntnis) |      |
| Łomża, Woi. Podlachien                                                                     | Kathedrale (CC), PDL S. 41                          | 1504–1525              | nach Zerstörung in der Schwedischen Sintflut in einem Gemisch aus Gotik und Frühbarock wiederaufgebaut, Backsteinrippen der gotischen Stern- und Netzgewölbe des Mittelschiffs erhalten                                                                |      |
| Malbork (Marienburg)                                                                       | Marienburg                                          | 1276 bis Ende 14. Jh.  | auf der Liste des UNESCO-Welterbes; größter Profanbau der Backsteingotik |      |
| Kwidzyn (Marienwerder)                                                                     | Burg Marienwerder                                   | 1344–1355              | Große Ordensburg mit Dansker |      |
| Kwidzyn (Marienwerder)                                                                     | Domkirche (Marienwerder)                            | 1343–1384              | Stufenhalle mit Chorpolygon und Sterngewölben |      |
| Nysa (Stadt Neiße)                                                                         | St. Jakobus und Agnes (Nysa)                        | 1392–1430              | Große Hallenkirche mit Umgangschor |      |
| Oliwa, Stadt Danzig                                                                        | Dom zu Oliva                                        | 13. Jh.                | Zisterzienserkirche, gegründet unter den Danziger Pommernherzögen, mehrfach zerstört und wiederaufgebaut, überw. gotisch, Bauformen von der Romanik bis zum Frühbarock                                                                                 |      |
| Oświęcim (Auschwitz), Woi. Kleinpolen                                                      | Mariä-Hilf-Kirche                                   | 14. Jh.                | Emporen-Staffelhalle |      |
| Pelplin                                                                                    | Klosterkirche Pelplin                               | 1289–1323              | Tochtergründung des Klosters Doberan, Basilika mit Querhaus und Sterngewölben, Rechteckchorschluss |      |
| Piotrków Trybunalski, Woi.Łódź                                                             | Königsschloss (CC)                                  | 1512–1519              | späte Gotik mit Übergang zur Renaissance |      |
| Posen (Poznan), Woi. Großpolen                                                             | St.-Peter-und-Paul-Kathedrale                       | 14./15. Jh.            | |      |
| Posen (Poznan), Woi. Großpolen                                                             | Haus der Psalteristen (CC)                          | 1518                   | gegründet vom Posener Bischof Jan Lubrański |      |
| Racibórz (Ratibor), Woi. Schlesien, Dehio SLS S. 99                                        | Heiliggeistkirche (CC)                              | 14. Jh.                | 1810 profaniert, heute städtisches Museum |      |
| Sandomierz, Woiwodschaft Heiligkreuz                                                       | Kathedrale (CC)                                     | 1360                   | 1670 teilw. umgebaut (Fassade) |      |
| Sandomierz, Woiwodschaft Heiligkreuz                                                       | Königsschloss (CC)                                  | 14. Jh.                | teilw. 1520 im Stil der Renaissance umgebaut |      |
| Sieradz, Woi. Łódź                                                                         | Stiftskirche (CC)                                   | 1370                   | im 17. Jh. mit barocken Veränderungen wiederaufgebaut, Pseudobasilika. |      |
| Stargard (Stargard in Pommern)                                                             | Marienkirche                                        | 1292 bis 15. Jh.       | Größte Kirche Westpommerns, Umgangschor, Doppelturmfassade, unterhalb der Obergaden echtes Gang-Triforium |      |
| Stettin (Szczecin)                                                                         | Jakobskathedrale                                    | zw. 1375 und 1504      | mehrere Bauphasen |      |
| Stettin (Szczecin)                                                                         | Rathaus                                             | 15. Jh.                | zwischenzeitlich bis auf ein Portal barockisiert und verputzt, nach Zerstörung im Zweiten Weltkrieg Wiederherstellung in freier Nachempfindung des mittelalterl. Zustandes                                                                             |      |
| Śrem, Woi. Großpolen                                                                       | K. NMP Wniebowziętej (Mariä Himmelfahrt) (CC)       | 15. Jh.                | Turm 16. Jh. |      |
| Toruń (Thorn)                                                                              | Altstadt                                            |                        | Weltkulturerbe |      |
| Toruń (Thorn)                                                                              | Marienkirche                                        | 1350–1370              | ehem. Franziskanerkirche |      |
| Toruń (Thorn)                                                                              | Rathaus                                             | 14. Jh.                | im 19. Jahrhundert um ein Stockwerk erhöht |      |
| Toruń (Thorn)                                                                              | Deutschordensburg                                   | 13. bis frühes 15. Jh. | im Dreizehnjährigen Krieg 1454 von den Thorner Bürgern zerstört, als Ruine erhalten und jüngst so restauriert |      |
| Toruń (Thorn)                                                                              | Junkerhof (Dwór Mieszczański – „Bürgerhof“)         | ab 1489                | zweites Clubhaus der St.-Georgs-Bruderschaft in der Stadt, errichtet aus Backsteinen der zerstörten Ordensburg |      |
| Toruń (Thorn)                                                                              | Burg Dybów                                          | 1424–1428              | polnische Grenzfestung auf dem linken Weichselufer gegenüber der Thorner Altstadt, ursprünglich zu Kujawien |      |
| Warschau (Warszawa)                                                                        | Johanneskathedrale                                  | 14. Jh.                | nach dem Warschauer Aufstand vollständig von der deutschen Wehrmacht zerstört, wiederaufgebaut 1947–1957 in masowischer Gotik, deutliche Abweichungen von Vorkriegszustand                                                                             |      |
| Włościejewki, Gm. Książ Wielkopolski, P. Śrem, W. Großpolen                                | K. Niepokal. Poczęcia NMP (Unbefl. Empfängnis) (CC) | Anf. 16. Jh.           | Blenden mit Maßwerk ausgefüllt |      |

## Russland(Kaliningrader Gebiet)
| Ort                                | Bauwerk          | Bauzeit   | Anmerkungen                                 | Foto |
| ---------------------------------- | ---------------- | --------- | ------------------------------------------- | ---- |
| Königsberg (seit 1946 Kaliningrad) | Dom              | 1330–1380 | 1944 schwer beschädigt, ab 1992 restauriert |      |
| Balga, Ostpreußen (bei Wesjoloje)  | Ordensburg Balga | ab 1239   | seit Jahrhunderten eine Ruine               |      |

## Schweden
| Ort                                | Bauwerk                           | Bauzeit                             | Anmerkungen | Foto |
| ---------------------------------- | --------------------------------- | ----------------------------------- | --- | ---- |
| Danmark (Stadt Uppsala, östlich)   | Gemeindekirche                    | 14. und 15. Jh.                     | |      |
| Helsingborg                        | Sankt-Marien-Kirche (Helsingborg) |                                     | |      |
| Lund                               | Klosterkirche Sankt Peter         | um 1300                             | |      |
| Malmö                              | Petrikirche                       |                                     | |      |
| Ronneby                            | Heilig-Kreuz-Kirche               |                                     | |      |
| Sigtuna                            | Sankt-Marien-Kirche               |                                     | ehemalige Klosterkirche |      |
| Skänninge                          | Vårfrukyrkan (Frauenkirche)       |                                     | |      |
| Håbo                               | Kirche Skokloster                 |                                     | |      |
| Söderköping                        | St. Laurentiuskirche              |                                     | |      |
| Stockholm                          | Nikolaikirche                     |                                     | 1740 barockisiert und verputzt um dem Schloss ähnlicher zu sein; innen weiterhin Sichtbackstein. – Bernt Notkes St. Jürgen mit dem Drachen, spätgotische Monumentalskulptur |      |
| Stockholm                          | Riddarholmskyrkan                 | spätes 13. Jh.                      | ehemalige Klosterkirche und Grabkirche des schwedischen Königshauses |      |
| Strängnäs                          | Dom zu Strängnäs                  |                                     | |      |
| Tensta, Gemeindegebiet von Uppsala | Gemeindekirche RAA 2130…03434     | 1250 od. 1340                       | |      |
| Uppsala                            | Dom zu Uppsala                    | 13.–15. Jh.                         | Türme und andere Teile im 19. Jh. verändert |      |
| Uppsala                            | Dreifaltigkeitskirche             |                                     | |      |
| Vadstena                           | Haus von Mårten Skinnare          | 1519                                | ursprüngliges Dach und Staffelgiebel im 18. Jh. entfernt |      |
| Vadstena                           | Kungsgård (Königshof)             | Mitte 13. Jh., im 14. Jh. verändert | zunächst königlicher Palast, dann Teil des Klosters Vadstena, danach Hospital, Dach für Klosternutzung verniedrigt, um Bescheidenheit zu zeigen                             |      |
| Västerås                           | Dom zu Västerås                   | 13.–15. Jh.                         | |      |
| Växjö                              | Dom zu Växjö                      |                                     | |      |
| Ystad                              | Marienkirche                      | 13.–15. Jh.                         | |      |
| Ystad                              | Franziskanerkloster               | Ende des 13. bis ins 15. Jh.        | |      |
| Ystad                              | Alte Lateinschule                 |                                     | |      |